# Abundancja (imię)
Abundancja – imię żeńskie pochodzenia łacińskiego, żeński odpowiednik imienia Abundancjusz, od łac. Abundiantus, co oznacza „bujny, obfity, liczny”. Patronką tego imienia jest św. Abundancja, współpatronka diecezji Spoleto. Bywa wspominana także ze św. Abundancjuszem, zm. w Rignano przy Via Flaminia około 304 roku.
Abundancja imieniny obchodzi 19 stycznia, w dzień wspomnienia św. Abundancji ze Spoleto.
Odpowiedniki w innych językach:
- włoski – Abbondanza, Abbondanzia